# Campionato mondiale di calcio 1990
Il campionato mondiale di calcio 1990 (in inglese 1990 FIFA World Cup, "Coppa del Mondo FIFA 1990") fu la 14ª edizione della massima competizione calcistica per squadre nazionali maschili organizzata dalla FIFA.
Si tenne in Italia dall'8 giugno all'8 luglio 1990 e si concluse con la vittoria della Germania Ovest che batté in finale l'Argentina per 1-0.
Terza edizione a 24 squadre, è quella che nelle quattro edizioni complessivamente disputate con tale configurazione fece registrare la media-goal più bassa, 115 reti per 52 incontri pari a 2,21: tale media risulta anche la più bassa fra tutte le edizioni del campionato del mondo disputate – fino al 2022 incluso.

## L'organizzazione

Lo stadio Olimpico di Roma nel 1989, in ristrutturazione in vista dell'appuntamento mondiale.

Il 19 maggio 1984 il comitato esecutivo della FIFA in riunione a Zurigo assegnò alla Federazione Italiana Giuoco Calcio l'organizzazione del mondiale del 1990, preferendola alla candidatura dell'Unione Sovietica, a scrutinio segreto per 16 voti contro 4: per l'Italia si trattò di una seconda volta, la prima nel dopoguerra, dato che il Paese mediterraneo aveva già ospitato – e vinto – la seconda edizione nel 1934.
In vista dell'evento, il Comitato Organizzatore Locale (COL) guidato da Luca Cordero di Montezemolo si mosse già agli inizi del 1986, per poi partire ufficialmente coi preparativi nel novembre successivo.
Questa edizione del Mondiale fu per il tempo una delle più avanzate dal punto di vista tecnologico: presso tutte le sedi operative dedicate agli operatori della stampa e dei mass media (la cittadella televisiva di Saxa Rubra, i centri e le sale stampa delle 12 città ospitanti, le tribune stampa degli stadi, la carrozza stampa e conferenze delle Ferrovie dello Stato) furono messe a disposizione tecnologie informatiche e della comunicazione all'avanguardia, di cui fruirono oltre 40 000 operatori accreditati. Le dirette televisive generarono 28 miliardi di contatti.

La mascotte Ciao

La FIGC dovette però affrontare la questione degli stadi, la maggior parte dei quali era giudicata inadeguata ad accogliere un simile evento; alcuni di essi vennero quindi riammodernati, mentre altri furono costruiti appositamente, in molti casi con interventi non strettamente necessari o scarsamente lungimiranti, che spesso produssero impianti destinati a rapida obsolescenza, poca flessibilità e funzionalità ed esorbitanti costi di gestione. Ciò, unitamente agli abnormi costi complessivi, alle molte infrastrutture incompiute o destinate a precoce abbandono a manifestazione finita, non mancò di dar luogo a polemiche e inchieste, dovendosi inoltre registrare ben 24 morti sul lavoro. Si segnalarono anche 678 infortuni.
Inno ufficiale dell'evento fu To Be Number One di Giorgio Moroder Project, musicata da Giorgio Moroder con testo di Tom Whitlock, la cui versione italiana Un'estate italiana (divenuta nota anche come Notti magiche) fu interpretata da Gianna Nannini e Edoardo Bennato che ne scrissero anche il testo. Un altro brano diffuso sull'onda del mondiale, soprattutto in Germania era la canzone Go get the Cup interpretata da David Hanselmann, usata dall'ARD nei programmi calcistici durante i mondiali. 
Mascotte ufficiale della manifestazione fu Ciao, ideata dal grafico Lucio Boscardin: la stilizzazione di un calciatore, composto da elementi cubici di colore verde, bianco e rosso, che abbozzava un palleggio e che, scomposto e ricomposto, formava la parola "Italia". Il nome della mascotte fu deciso, in una sorta di referendum settimanale, direttamente dagli scommettitori del Totocalcio tra una rosa di cinque nomi (Amico, Beniamino, Bimbo, Ciao, Dribbly).
Durante la cerimonia di apertura, modelli da tutti i continenti presenti al Mondiale sfilarono con capi disegnati da alcuni grandi stilisti italiani: l'America con Valentino in rosso (il colore preferito dello stilista), l'Africa con Missoni in nero, l'Asia con Mila Schön in giallo, e l'Europa con Gianfranco Ferré in verde. Come musiche, all'inizio della cerimonia Bennato e la Nannini cantarono Un'estate italiana, poi il gruppo Giorgio Moroder Project reinterpretò cinque brani sempre abbinati ai continenti (We Are the World di USA for Africa, Pata Pata di Miriam Makeba, Hand in Hand dei Koreana (già canzone ufficiale dei Giochi Olimpici di Seul 1988), Forbidden Colours di Ryūichi Sakamoto, e All You Need Is Love dei Beatles) per concludere con To Be Number One. Alla fine della cerimonia, fu mostrato un concerto di un'orchestra diretta da Riccardo Muti.

## Stadi
Gli stadi scelti per ospitare il campionato mondiale di calcio 1990 furono 12 in 12 città:
| Bari                        | Bologna | Cagliari | Firenze                      |
| --------------------------- | --- | --- | ---------------------------- |
| Stadio San Nicola           | Stadio Renato Dall'Ara | Stadio Sant'Elia | Stadio Comunale              |
| 41°05′05.05″N 16°50′24.26″E | 44°29′32.33″N 11°18′34.8″E | 39°11′57.82″N 9°08′05.83″E | 43°46′50.96″N 11°16′56.13″E  |
| Capienza: 56 875            | Capienza: 37 825 | Capienza: 40 117 | Capienza: 41 300             |
|                             | | |                              |
| Genova                      | Roma Milano Napoli Torino Bari Verona Firenze Cagliari Bologna Udine Palermo Genova Le città del Campionato mondiale di calcio 1990 | Roma Milano Napoli Torino Bari Verona Firenze Cagliari Bologna Udine Palermo Genova Le città del Campionato mondiale di calcio 1990 | Palermo                      |
| Stadio Luigi Ferraris       | Roma Milano Napoli Torino Bari Verona Firenze Cagliari Bologna Udine Palermo Genova Le città del Campionato mondiale di calcio 1990 | Roma Milano Napoli Torino Bari Verona Firenze Cagliari Bologna Udine Palermo Genova Le città del Campionato mondiale di calcio 1990 | Stadio La Favorita           |
| 44°24′59.15″N 8°57′08.74″E  | Roma Milano Napoli Torino Bari Verona Firenze Cagliari Bologna Udine Palermo Genova Le città del Campionato mondiale di calcio 1990 | Roma Milano Napoli Torino Bari Verona Firenze Cagliari Bologna Udine Palermo Genova Le città del Campionato mondiale di calcio 1990 | 38°09′09.96″N 13°20′32.19″E  |
| Capienza: 35 921            | Roma Milano Napoli Torino Bari Verona Firenze Cagliari Bologna Udine Palermo Genova Le città del Campionato mondiale di calcio 1990 | Roma Milano Napoli Torino Bari Verona Firenze Cagliari Bologna Udine Palermo Genova Le città del Campionato mondiale di calcio 1990 | Capienza: 36 982             |
|                             | Roma Milano Napoli Torino Bari Verona Firenze Cagliari Bologna Udine Palermo Genova Le città del Campionato mondiale di calcio 1990 | Roma Milano Napoli Torino Bari Verona Firenze Cagliari Bologna Udine Palermo Genova Le città del Campionato mondiale di calcio 1990 |                              |
| Milano                      | Roma Milano Napoli Torino Bari Verona Firenze Cagliari Bologna Udine Palermo Genova Le città del Campionato mondiale di calcio 1990 | Roma Milano Napoli Torino Bari Verona Firenze Cagliari Bologna Udine Palermo Genova Le città del Campionato mondiale di calcio 1990 | Napoli                       |
| Stadio Giuseppe Meazza      | Roma Milano Napoli Torino Bari Verona Firenze Cagliari Bologna Udine Palermo Genova Le città del Campionato mondiale di calcio 1990 | Roma Milano Napoli Torino Bari Verona Firenze Cagliari Bologna Udine Palermo Genova Le città del Campionato mondiale di calcio 1990 | Stadio San Paolo             |
| 45°28′40.89″N 9°07′27.14″E  | Roma Milano Napoli Torino Bari Verona Firenze Cagliari Bologna Udine Palermo Genova Le città del Campionato mondiale di calcio 1990 | Roma Milano Napoli Torino Bari Verona Firenze Cagliari Bologna Udine Palermo Genova Le città del Campionato mondiale di calcio 1990 | 40°49′40.68″N 14°11′34.83″E  |
| Capienza: 76 398            | Roma Milano Napoli Torino Bari Verona Firenze Cagliari Bologna Udine Palermo Genova Le città del Campionato mondiale di calcio 1990 | Roma Milano Napoli Torino Bari Verona Firenze Cagliari Bologna Udine Palermo Genova Le città del Campionato mondiale di calcio 1990 | Capienza: 74 090             |
|                             | Roma Milano Napoli Torino Bari Verona Firenze Cagliari Bologna Udine Palermo Genova Le città del Campionato mondiale di calcio 1990 | Roma Milano Napoli Torino Bari Verona Firenze Cagliari Bologna Udine Palermo Genova Le città del Campionato mondiale di calcio 1990 |                              |
| Roma                        | Torino | Udine | Verona                       |
| Stadio Olimpico             | Stadio delle Alpi | Stadio Friuli | Stadio Marcantonio Bentegodi |
| 41°56′01.99″N 12°27′17.23″E | 45°06′34.42″N 7°38′28.54″E | 46°04′53.77″N 13°12′00.49″E | 45°26′07.28″N 10°58′07.13″E  |
| Capienza: 80 258            | Capienza: 67 411 | Capienza: 38 685 | Capienza: 40 976             |
|                             | | |                              |

## Squadre partecipanti
| Pr. | Squadra             | Data di qualificazione certa | Confederazione | Partecipante in quanto                                         | Partecipazioni precedenti al torneo                                               |
| --- | ------------------- | ---------------------------- | -------------- | -------------------------------------------------------------- | --------------------------------------------------------------------------------- |
| 1   | Italia              | 19 maggio 1984               | UEFA           | Rappresentativa della nazione organizzatrice della fase finale | 11 (1934, 1938, 1950, 1954, 1962, 1966, 1970, 1974, 1978, 1982, 1986)             |
| 2   | Argentina           | 29 giugno 1986               | CONMEBOL       | Paese detentore del titolo                                     | 9 (1930, 1934, 1958, 1962, 1966, 1974, 1978, 1982, 1986)                          |
| 3   | Costa Rica          | 16 luglio 1989               | CONCACAF       | Vincitrice del campionato CONCACAF                             | –                                                                                 |
| 4   | Jugoslavia          | 6 settembre 1989             | UEFA           | Vincitrice del Gruppo 5 (UEFA)                                 | 7 (1930, 1950, 1954, 1958, 1962, 1974, 1982)                                      |
| 5   | Brasile             | 10 settembre 1989            | CONMEBOL       | Vincitrice del Gruppo C (CONMEBOL)                             | 13 (1930, 1934, 1938, 1950, 1954, 1958, 1962, 1966, 1970, 1974, 1978, 1982, 1986) |
| 6   | Uruguay             | 24 settembre 1989            | CONMEBOL       | Vincitrice del Gruppo A (CONMEBOL)                             | 8 (1930, 1950, 1954, 1962, 1966, 1970, 1974, 1986)                                |
| 7   | Paesi Bassi         | 4 ottobre 1989               | UEFA           | Vincitrice del Gruppo 4 (UEFA)                                 | 4 (1934, 1938, 1974, 1978)                                                        |
| 8   | Germania Ovest      | 4 ottobre 1989               | UEFA           | Seconda classificata del Gruppo 4 (UEFA)                       | 11 (1934, 1938, 1954, 1958, 1962, 1966, 1970, 1974, 1978, 1982, 1986)             |
| 9   | Svezia              | 11 ottobre 1989              | UEFA           | Vincitrice del Gruppo 2 (UEFA)                                 | 9 (1930, 1934, 1938, 1950, 1954, 1958, 1970, 1974, 1978)                          |
| 10  | Inghilterra         | 11 ottobre 1989              | UEFA           | Seconda classificata del Gruppo 2 (UEFA)                       | 8 (1950, 1954, 1958, 1962, 1966, 1970, 1982, 1986)                                |
| 11  | Spagna              | 11 ottobre 1989              | UEFA           | Vincitrice del Gruppo 6 (UEFA)                                 | 7 (1934, 1950, 1962, 1966, 1978, 1982, 1986)                                      |
| 12  | Irlanda             | 15 ottobre 1989              | UEFA           | Seconda classificata del Gruppo 6 (UEFA)                       | -                                                                                 |
| 13  | Corea del Sud       | 25 ottobre 1989              | AFC            | Vincitrice del Secondo Turno (AFC)                             | 2 (1954, 1986)                                                                    |
| 14  | Belgio              | 25 ottobre 1989              | UEFA           | Vincitrice del Gruppo 7 (UEFA)                                 | 7 (1930, 1934, 1938, 1954, 1970, 1982, 1986)                                      |
| 15  | Emirati Arabi Uniti | 28 ottobre 1989              | AFC            | Seconda classificata del Secondo Turno (AFC)                   | −                                                                                 |
| 16  | Colombia            | 30 ottobre 1989              | CONMEBOL       | Vincitrice dello Spareggio CONMEBOL-OFC                        | 1 (1962)                                                                          |
| 17  | Romania             | 15 novembre 1989             | UEFA           | Vincitrice del Gruppo 1 (UEFA)                                 | 5 (1930, 1934, 1938, 1962, 1970)                                                  |
| 18  | Unione Sovietica    | 15 novembre 1989             | UEFA           | Vincitrice del Gruppo 3 (UEFA)                                 | 6 (1958, 1962, 1966, 1970, 1982, 1986)                                            |
| 19  | Austria             | 15 novembre 1989             | UEFA           | Seconda classificata del Gruppo 3 (UEFA)                       | 5 (1934, 1954, 1958, 1978, 1982)                                                  |
| 20  | Scozia              | 15 novembre 1989             | UEFA           | Seconda classificata del Gruppo 5 (UEFA)                       | 6 (1954, 1958, 1974, 1978, 1982, 1986)                                            |
| 21  | Cecoslovacchia      | 15 novembre 1989             | UEFA           | Seconda classificata del Gruppo 7 (UEFA)                       | 7 (1934, 1938, 1954, 1958, 1962, 1970, 1982)                                      |
| 22  | Egitto              | 17 novembre 1989             | CAF            | Vincitrice del Playoff (CAF)                                   | 1 (1934)                                                                          |
| 23  | Camerun             | 19 novembre 1989             | CAF            | Vincitrice del Playoff (CAF)                                   | 1 (1982)                                                                          |
| 24  | Stati Uniti         | 19 novembre 1989             | CONCACAF       | Seconda classificata del campionato CONCACAF                   | 3 (1930, 1934, 1950)                                                              |

Nota bene: nella sezione "partecipazioni precedenti al torneo", le date in grassetto indicano che la nazione ha vinto quella edizione del torneo, mentre le date in corsivo indicano la nazione ospitante.

### Qualificazioni
Il sorteggio per determinare la composizione dei gruppi eliminatori si svolse a Zurigo (Svizzera) il 12 dicembre 1987, alla presenza di vari personaggi sportivi e dello spettacolo: Pelé, Michel Platini, Luciano Pavarotti, Adriano Celentano e Gianna Nannini. Alla fase di qualificazione furono ammesse 112 Nazionali. Gli incontri si svolsero dall'inizio del 1988 all'autunno 1989, terminando con i vari spareggi.
La fase eliminatoria riservò delle sorprese, tra cui l'eliminazione della Francia reduce da due semifinali mondiali consecutive. L'Inghilterra si qualificò da imbattuta e senza subire alcun gol, al pari delle altre potenze europee. L'Italia e l'Argentina, esentate dagli impegni eliminatori, si prepararono tramite le amichevoli e i rispettivi tornei continentali.

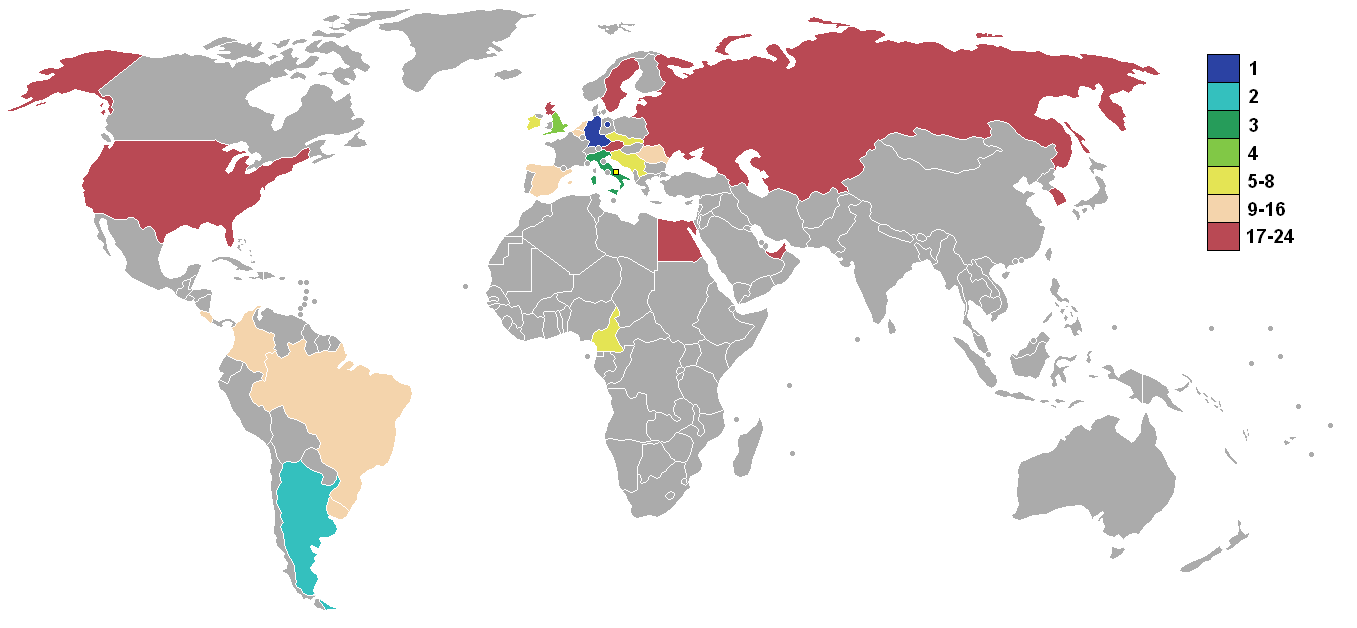
Piazzamenti delle nazionali

In Sudamerica superarono il turno l'Uruguay e il Brasile, seguiti dalla Colombia vincitrice nello spareggio con Israele. La nazionale verdeoro fu vittima di un episodio che ebbe discreta eco: durante la gara contro il Cile il portiere andino Rojas finse di essere stato colpito da un petardo e si accasciò a terra, provvedendo di nascosto a incidersi il sopracciglio con un minuscolo bisturi. Il sangue fece sospendere la partita, ma la truffa venne scoperta e il Cile fu squalificato dai mondiali in Italia e anche da quelli di Stati Uniti 1994. Successivamente il trentaduenne Rojas venne squalificato a vita dalla FIFA.
In Africa, Egitto e Camerun la spuntarono nelle due finali su Algeria e Tunisia; in Nord e Centro America il Messico era colpito da una squalifica biennale, in origine applicata alla sola nazionale giovanile (che nel 1988 schierò giocatori oltre il limite di età consentito nelle qualificazioni al mondiale Under-20 dell'anno seguente in Arabia Saudita), ma in seguito estesa dalla FIFA a tutte le competizioni internazionali; la Costa Rica ne approfittò per accedere al girone finale, dove, insieme agli Stati Uniti, superò il turno eliminando Trinidad e Tobago, Guatemala ed El Salvador. In Asia uscirono vincitori Corea del Sud ed Emirati Arabi Uniti, ai danni di Qatar, Cina, Arabia Saudita e Corea del Nord.
Il sorteggio della fase finale ebbe luogo al PalaLottomatica di Roma sabato 9 dicembre 1989. L'evento fu trasmesso in diretta televisiva, con Pippo Baudo e Sophia Loren a condurre la serata. Tra i vari ospiti, oltre a ex calciatori, figurò Luciano Pavarotti. All'Italia testa di serie a Roma (le cui avversarie furono estratte da Bruno Conti) capitarono Austria, Cecoslovacchia e Stati Uniti (oltre alla capitale, fu Firenze a ospitare gli incontri); all'Argentina (a Napoli, altre gare a Bari) toccarono in sorte l'Unione Sovietica, finalista dell'europeo 1988 e campione olimpico a Seul 1988, la Romania e il Camerun; il Brasile, campione della Copa América 1989 (Torino e Genova), trovò Scozia, Svezia e Costa Rica; la Germania (Milano e Bologna) fu estratta con Jugoslavia, Colombia e Emirati Arabi Uniti; il gruppo E (testa di serie a Verona, altre gare a Udine) presentava Spagna, Belgio, Corea del Sud e Uruguay. Infine, il gruppo di Palermo e Cagliari mise l'Inghilterra di fronte a Irlanda, Paesi Bassi (campione d'Europa in carica) ed Egitto.

## Sorteggio
Il sorteggio avviene il 9 dicembre 1989 a Roma.
La FIFA, per stabilire le teste di serie, sceglie le nazionali meglio classificate nei due mondiali precedenti. Le rimanenti vengono suddivise seguendo un criterio geografico. Le sei teste di serie, inoltre, vengono attribuite d'ufficio ai gruppi.
Ecco la composizione delle fasce destinate al sorteggio:
| Teste di serie            | Primo gruppo        | Secondo gruppo | Terzo gruppo     |
| ------------------------- | ------------------- | -------------- | ---------------- |
| Italia (gruppo A)         | Camerun             | Cecoslovacchia | Austria          |
| Argentina (gruppo B)      | Corea del Sud       | Colombia       | Jugoslavia       |
| Brasile (gruppo C)        | Costa Rica          | Irlanda        | Paesi Bassi      |
| Germania Ovest (gruppo D) | Egitto              | Romania        | Scozia           |
| Belgio (gruppo E)         | Emirati Arabi Uniti | Svezia         | Spagna           |
| Inghilterra (gruppo F)    | Stati Uniti         | Uruguay        | Unione Sovietica |

## Struttura del torneo

La cerimonia di apertura allo stadio Giuseppe Meazza di Milano, 8 giugno 1990

Come nella precedente edizione, le 24 squadre nazionali vennero suddivise in 6 gironi da 4 squadre ciascuna. Le 2 migliori squadre per girone e le 4 migliori terze accedevano poi alla fase a eliminazione diretta, che constava di ottavi di finale, quarti, semifinali, e finali per il primo e per il terzo posto.
Gli stadi selezionati per ospitare il mondiale italiano furono 12 e vennero sistemati per ospitare le partite, in ambito geografico a gruppi di 2. Così, per esempio, le 6 partite del gruppo A dell'Italia si giocarono fra gli stadi di Roma e Firenze; il gruppo C, col Brasile testa di serie, giocò le partite negli stadi di Torino e di Genova; il gruppo D, con la Germania Ovest testa di serie, negli stadi di Milano e Bologna. In questo contesto è utile ricordare anche che la testa di serie di ogni girone giocò le sue 3 partite nello stadio principale e più capiente, mentre le altre 3 nazionali disputarono 2 partite nel secondo stadio, e la terza partita in "casa" della testa di serie, secondo un sistema già sperimentato nell'edizione di Spagna 1982; la vincente del raggruppamento, inoltre, aveva poi diritto a giocare il primo incontro a eliminazione diretta (ottavo di finale) nello stadio principale del suo girone.
Furono applicate due deroghe a questo sistema geografico. La prima fu relativa alla partita d'esordio dei mondiali che, come di consueto, vedeva sfidarsi i campioni del mondo in carica contro un'altra formazione del proprio girone. In questo caso l'Argentina affrontò il Camerun a Milano, sede della cerimonia di apertura dei campionati, invece che a Napoli dove avrebbe poi giocato le successive due partite e che era sede, insieme a Bari, delle partite del gruppo B. La seconda deroga riguardò invece un ottavo di finale: l'Inghilterra, che aveva giocato le sue partite del girone F a Cagliari, e nonostante avesse anche vinto lo stesso, per il primo incontro della fase a eliminazione diretta fu dirottata a Bologna.

## Riassunto del torneo

### Fase a gironi

#### Gruppo A

L', paese organizzatore e qualificata d'ufficio alla fase finale, raggiunse il terzo posto con una squadra di giovani elementi.

Il sorteggio della fase finale del torneo riservò all'Italia padrona di casa il primo incontro del Gruppo A, opposta, in un Olimpico gremito, all'Austria. Nel primo tempo gli azzurri colsero soltanto un palo esterno dalla distanza con Ancelotti, ma nella ripresa la squadra di Azeglio Vicini intensificò gli attacchi e impegnando il portiere Lindenberger in almeno due occasioni nitide, con Donadoni e De Agostini. Al 75' Vicini sostituì Carnevale con lo juventino Schillaci: passarono appena quattro minuti e su un cross di Gianluca Vialli fu proprio il neo entrato a realizzare di testa il decisivo 1-0.
Il giorno dopo i cecoslovacchi risposero con un secco 5-1 agli Stati Uniti, mentre quattro giorni dopo a Roma, tornò in campo l'Italia, opposta agli americani. Dopo 11 minuti di gioco l'Italia passò in vantaggio: su assist di Donadoni, Giannini entrò in area e superò Meola. Al 32' Vialli calciò sul palo un rigore, mentre al 68' furono i nordamericani ad andare vicini al gol su una punizione di Murray deviata da Zenga, il quale si superò anche sul tap-in successivo di Vermes. Finì 1-0 e la Nazionale azzurra poté considerare archiviato il primo turno, così come la Cecoslovacchia che batté l'Austria. Tuttavia, per concludere il girone al primo posto, piazzamento prezioso per continuare a giocare all'Olimpico ed evitare incroci rischiosi (come un eventuale quarto di finale contro i tedeschi), l'Italia avrebbe dovuto superare la Cecoslovacchia, la quale poteva contare su una migliore differenza reti.
L'Italia batté quindi la Cecoslovacchia nel terzo incontro. All'Olimpico aprì le marcature Schillaci, che deviò in porta un tiro da fuori area di Giannini, e raddoppiò nella ripresa Roberto Baggio dopo aver ubriacato la difesa avversaria a suon di dribbling.

#### Gruppo B

La rete di François Omam-Biyik che permise al di battere a sorpresa per 1-0 i campioni uscenti dell' a Milano

La partita inaugurale dei Mondiali si svolge l'8 giugno 1990 allo Stadio San Siro di Milano fra i campioni in carica dell'Argentina e il Camerun, tornato a disputare un torneo internazionale a otto anni di distanza da Spagna 1982. Di quella squadra facevano parte il trentottenne Milla (che però quel giorno partì come riserva), il portiere N'Kono, il libero Kundé (tutti presenti due edizioni prima) e altri giocatori poco conosciuti al grande pubblico. Dopo un primo tempo concluso a reti inviolate, gli africani restarono in dieci a causa dell'espulsione di André Kana-Biyik all'ora di gioco, ma l'Albiceleste del contestato Maradona, apparsa fin da subito nervosa e condizionata da malanni fisici, non riuscì a beneficiare della superiorità numerica, finendo per subire al 67' il gol dell'1-0 su colpo di testa di François Omam-Biyik: la conclusione non fu potente, ma il portiere Pumpido si fece sfuggire incredibilmente il pallone, che terminò in porta. Il Camerun resistette anche in nove (espulso nel finale Massing per un fallo su Caniggia lanciato a rete) e colse la sua prima storica vittoria ai Mondiali.

Marius Lăcătuș (in primo piano) in azione per la nel successo 2-0 sull' a Bari

Il 13 giugno l'Argentina, chiamata a riscattarsi in seguito alla cocente sconfitta nel primo incontro, batté al San Paolo di Napoli l'URSS, la quale iniziò subito a cingere d'assedio la metà campo dei sudamericani. Dopo soli dieci minuti di gioco l'estremo difensore argentino Pumpido si scontrò accidentalmente con Serrizuela, riportando la frattura di tibia e perone, venendo quindi sostituito da Sergio Goycochea: per i biancocelesti sarà la svolta del Mondiale. Peraltro in quell'incontro, diretto dallo svedese Erik Fredriksson, subito prima del vantaggio argentino alla squadra di Valerij Lobanovs'kyi fu negato un rigore dopo che sugli sviluppi di un calcio d'angolo Kuznjecov anticipò di testa Basualdo, trovando l'opposizione sulla linea del braccio di Maradona. L'Argentina vinse 2-0, con le reti di Troglio e Burruchaga, i sovietici, finalisti al campionato d'Europa 1988 e già sconfitti dalla Romania con lo stesso punteggio (doppietta di Lăcătuș), furono eliminati, nonostante l'ultima vittoria per 4-0 contro il già qualificato Camerun (che passò il girone da primatista e s'impose 2-1 sui rumeni), mentre il risultato di 1-1 maturato fra Argentina e Romania (all'iniziale vantaggio di Monzón rispose dopo soli cinque minuti Balint) fece qualificare entrambe alla fase ad eliminazione diretta.

#### Gruppo C

La, all'esordio assoluto al mondiale, seppe spingersi fino agli ottavi di finale.

Il 10 giugno debuttò il Brasile, vittorioso a Torino per 2-1 sulla Svezia grazie alla doppietta di Careca (cui fece seguito il gol della bandiera messo a segno da Brolin), mentre all'esordiente Costa Rica guidata da Milutinović bastò la rete di Cayasso per avere la meglio sulla Scozia, risultato che non diede per nulla giustizia né all'atteggiamento rinunciatario della Tricolor (che di fatto segnò al primo e unico tiro nello specchio) né all'incredibile mole di occasioni create dai britannici, che per tutta la partita dovettero fare i conti con la loro poca lucidità sotto porta e gli strepitosi interventi del portiere Conejo, che tenne a galla i suoi fino al triplice fischio. Ininfluente ai fini del passaggio del turno si rivelò la sconfitta di misura contro la Seleção nel match successivo (gol di Müller al 33') in virtù della rimonta per 2-1 sugli scandinavi a Genova: Ekström fu bravo a tradurre in rete una respinta centrale di Cayasso su una punizione battuta dal limite dell'area, ma nell'ultimo quarto d'ora di match i gol di Flores e Medford fissarono il punteggio sul definitivo 2-1.

#### Gruppo D

La, già finalista nelle due precedenti edizioni del mondiale, conquistò nel 1990 il suo terzo titolo iridato; si trattò dell'ultimo successo tedesco-occidentale prima della riunificazione con l'Est avvenuta a fine anno.

A Milano la Germania Ovest ebbe vita facile sulla quotata Jugoslavia vincendo per 4-1 grazie alla rete di Völler, due di Matthäus e una di Klinsmann, chiudendo la pratica liquidando gli Emirati Arabi Uniti con un altrettanto convincente 5-1: insieme ai tedeschi passò sia la Jugoslavia che la Colombia, che agguantò la qualificazione con un gol allo scadere di Rincon contro i tedeschi. 

#### Gruppo E

Da sinistra: il capitano uruguaiano Enzo Francescoli alle prese con il belga Stéphane Demol nella sfida di Verona vinta 3-1 dagli europei.

Nel Gruppo E il Belgio sconfisse Corea del Sud (2-0) e Uruguay (3-1), mentre proprio quest'ultimo si assicurò il passaggio del turno al 90' eliminando gli asiatici insieme a Spagna e Belgio con un perentorio colpo di testa di Daniel Fonseca. La Spagna di Luis Suárez chiuse a reti inviolate con l'Uruguay, e Rubén Sosa sbagliò un rigore per i sudamericani

#### Gruppo F
All'esordio i Paesi Bassi pareggiarono con l'Egitto: dopo essere passati in vantaggio con Kieft, vennero raggiunti a sette minuti dalla fine da un rigore trasformato da Abdelghani. Anche l'Eire, al debutto ai Mondiali, fermò sul pari gli inglesi: al gol di Lineker rispose nella ripresa Sheedy. Si chiusero poi sullo 0-0 gli incontri tra Inghilterra e Paesi Bassi e tra Irlanda ed Egitto, con tutte le squadre ancora a 2 punti con una partita ancora da giocare e in corsa per la qualificazione. Alla fine la spuntarono gli inglesi, che batterono 1-0 l'Egitto con un gol di Wright e passò insieme a Irlanda e Paesi Bassi, le cui posizioni in classifica furono stabilite mediante sorteggio, a favore degli irlandesi.

### Fase a eliminazione diretta

#### Ottavi di finale

Da sinistra: Roger Milla, trascinatore del Camerun, approfitta di un clamoroso errore fuori area del portiere colombiano René Higuita e va a segnare il decisivo gol che porterà gli africani ai quarti di finale.

Il 23 giugno a Napoli si assistette alla vittoria del Camerun per 2-1 sulla Colombia, e solo dopo 105 minuti di equilibrio la gara si accese nel secondo tempo supplementare: nell'occasione fu ancora Roger Milla a timbrare lo storico accesso di una squadra africana ai quarti, con una doppietta in quattro minuti ai danni del portiere colombiano Higuita; il gol della bandiera per i sudamericani lo firmò Redín. In serata, una tripletta di Tomáš Skuhravý e un gol di Luboš Kubík consentirono alla Cecoslovacchia di battere 4-1 la Costa Rica.
Domenica 24 giugno si disputarono due gare molto attese: Brasile-Argentina nel pomeriggio, Germania Ovest-Paesi Bassi in serata. Buona parte della sfida fra le due squadre sudamericane fu caratterizzata da un assedio brasiliano: Careca, dopo due minuti, seminò mezza difesa argentina, ma fu bloccato da Goycochea; al 18' Dunga colpì il palo, al 52' fu Alemão a cogliere il montante, al 64' ancora Careca mancò il vantaggio di testa. Maradona, più volte colpito dalla difesa brasiliana, a dieci minuti dalla fine, seminando gli avversari, allargò al limite dell'area per Caniggia, che dribblò anche Taffarel per segnare a porta vuota. Vinse l'Argentina per una rete a zero.
A Milano la Germania Ovest superò i Paesi Bassi. Dopo 21 minuti Völler falciò il portiere Hans van Breukelen: dall'episodio nacque un violento battibecco tra l'attaccante tedesco allora in forza alla Roma e il milanista Rijkaard: l'arbitro espulse entrambi, e all'uscita dal campo l'olandese fu colto dalle tv nell'atto di sputare addosso a Völler. Al 52', su cross di Buchwald, Klinsmann segnò, centrando poi un palo alla mezz'ora della ripresa; all'82' Brehme firmò il raddoppio da fuori area. Un rigore di Koeman all'89' servì solo ad accorciare le distanze.

I di Marco van Basten (al centro), campioni d'Europa in carica, delusero le attese: superata la fase a gironi solo per ripescaggio tra le migliori terze, uscirono poi di scena agli ottavi contro i futuri iridati tedeschi.

Il giorno seguente, affermazione ai rigori dell'Irlanda sulla Romania (decisiva la parata di Bonner sul tiro di Timofte); gli irlandesi raggiunsero i quarti di finale senza mai né vincere né perdere entro i tempi regolamentari. In serata toccò all'Italia, impegnata all'Olimpico contro l'Uruguay: la gara si risolse nella ripresa a favore dei padroni di casa, grazie a un tiro di Schillaci e a un colpo di testa di Serena su punizione di Giannini.
Gli ottavi terminarono il giorno dopo. A Verona, la Jugoslavia e la Spagna si annullarono fino a un quarto d'ora dalla fine. Poi Stojković portò in vantaggio gli slavi dopo la torre di Kataneć; gli spagnoli pareggiarono immediatamente con l'attaccante Salinas, ma nei supplementari ancora Stojković fu decisivo su punizione per il 2-1 finale. A Bologna, l'Inghilterra soffrì contro il Belgio. Ma a un minuto dai rigori, fu Platt, in semirovesciata, a mandare avanti i Leoni.

#### Quarti di finale
I quarti di finale presentarono sei squadre europee, una sudamericana e un'africana. A Firenze, l'Argentina fu opposta alla Jugoslavia. Gli slavi restarono in dieci alla mezz'ora, a causa dell'espulsione di Šabanadžović; il risultato rimase però sullo 0-0 per 120 minuti e si procedette ai rigori. Stojković colpì la traversa; Maradona si vide respingere il tiro da Tomislav Ivković. Troglio sembrò condannare la sua squadra, cogliendo il palo. Ma Goycochea, parando i rigori di Brnović e Hadžibegić, guidò i sudamericani in semifinale.

Diego Armando Maradona si dispera dopo il suo errore ai tiri di rigore contro gli jugoslavi nei quarti; nonostante ciò, la sua Argentina passerà il turno.

L'Italia, la stessa sera, fu opposta al sorprendente Eire di Jackie Charlton. Vicini riconfermò Baggio e Schillaci in attacco. Dopo trentasette minuti ancora Schillaci, su una respinta successiva a un tiro di Donadoni, appoggiò in rete il pallone dell'uno a zero. Il risultato non cambiò più, nonostante una traversa su punizione ancora di Schillaci. L'Italia passò alle semifinali. Il giorno dopo, la Germania Ovest eliminò la Cecoslovacchia. Lothar Matthäus trasformò al 25' il calcio di rigore che decise la partita, poi fu il difensore Ivan Hašek a salvare per tre volte la propria porta; l'unico pericolo per i tedeschi arrivò da una punizione di Michal Bílek e i cecoslovacchi, in dieci nel finale per l'espulsione di Ľubomír Moravčík, fecero ritorno in patria.
A Napoli fu quindi il turno del Camerun, opposto agli inglesi. Al 25' Platt schiacciò in rete un cross di Stuart Pearce; la reazione degli africani arrivò con l'ingresso di Milla, tenuto in panchina nel primo tempo, e dopo un fallo in area su di lui al 63' Kunde pareggiò su rigore; cinque minuti dopo fu Eugène Ekéké a portare in vantaggio i suoi grazie a un assist dello stesso Milla. A nove minuti dalla fine Lineker trasformò però il rigore del pari dopo il fallo di Massing; ai supplementari fece il bis dagli undici metri con il fallo di N'Kono, fissando il risultato sul 3-2.

#### Semifinali
Si giunse così alle semifinali: Italia-Argentina e Germania Ovest-Inghilterra. L'Italia abbandonò la sede di Roma per giungere a Napoli dove Maradona era un idolo incontrastato. In campo tornò Vialli al fianco di Schillaci. Il gol arrivò al 17': su un tiro di Vialli non trattenuto da Goycochea irruppe Schillaci, abile a portare in vantaggio la sua squadra. Nel secondo tempo, al 68', un cross di Olarticoechea permise a Caniggia di realizzare di testa la rete del pareggio: dopo 518 minuti terminò così l'imbattibilità di Walter Zenga. L'ingresso di Baggio (che nei supplementari sfiorò il gol su punizione) e Serena al posto di Giannini e di Vialli non smossero il punteggio dall'1-1 e si andò ai rigori. L'Argentina li segnò tutti, mentre Goycochea neutralizzò i tiri di Donadoni e Serena, sancendo un approdo in finale che a una sudamericana in Europa mancava da 32 anni (il Brasile in Svezia nel 1958).
Da notare che durante i tempi supplementari l'arbitro francese Michel Vautrot si distrasse, aggiungendo ben otto minuti in più al primo tempo supplementare. In seguito l'arbitro ammise di essersi dimenticato di guardare il suo orologio.

L' ottenne il suo miglior piazzamento dal trionfo del 1966, concludendo Italia '90 al quarto posto.

Il giorno dopo, nell'altra semifinale, a Torino, si affrontarono Germania Ovest e Inghilterra. Le due reti arrivarono al 60', quando una punizione di Brehme fu deviata in modo decisivo dall'inglese Paul Parker, e all'80', quando Lineker approfittò della confusione in area tedesca pareggiando e rinviando il verdetto ai rigori, ai quali si arrivò dopo due pali di Waddle e Buchwald. Dal dischetto sbagliarono gli inglesi Pearce e Waddle. La Germania Ovest avrebbe affrontato a Roma in finale l'Argentina. L'Inghilterra invece avrebbe incontrato a Bari i padroni di casa italiani per la finale che avrebbe stabilito il 3º e 4º posto.

#### Finale per il terzo posto
Nella finale per il terzo posto a Bari un'Italia rimaneggiata passò in vantaggio con Baggio al 72', calciando la palla sotto la traversa da pochi metri; fu raggiunta da Platt dieci minuti dopo su cross di Dorigo, ma vinse grazie a un rigore causato da un fallo di Parker e trasformato da Schillaci. L'attaccante italiano divenne capocannoniere con 6 reti mentre Shilton, a 41 anni, pose fine alla sua carriera internazionale. L'Italia ottenne il terzo posto in assoluto, mentre l'Inghilterra, al suo miglior risultato mondiale da 24 anni a quella parte, si aggiudicò il premio fair-play e nel dopogara, sia i calciatori in campo sia i tifosi italiani e inglesi sugli spalti festeggiarono in maniera molto corretta l'epilogo del Mondiale cinque anni dopo la strage dell'Heysel.

#### Finale

Da sinistra: i tedeschi Lothar Matthäus e Pierre Littbarski sollevano la Coppa del Mondo appena vinta contro gli argentini.

Il giorno dopo, a Roma, furono di scena Argentina e Germania Ovest, per un replay della finale di quattro anni prima in Messico. Il pubblico italiano presente all'Olimpico, condizionato dalla sconfitta in semifinale e per le antipatie che Maradona si era attirato militando nel campionato di calcio italiano con taluni atteggiamenti, fischiò l'esecuzione dell'inno nazionale argentino. L'episodio suscitò la rabbia del numero dieci argentino che, consapevole di essere ripreso alle telecamere, ripeté due volte hijos de puta ("figli di puttana") all'indirizzo dei tifosi italiani.
Sotto il profilo del gioco la partita fu deludente. A inizio ripresa i tedeschi protestarono per un intervento di Goycoechea su Augenthaler in area di rigore; al 78' furono invece gli argentini a recriminare, per un presunto fallo in area commesso da Matthäus ai danni di Calderón. L'equilibrio si ruppe a sette minuti dal termine, quando l'arbitro Edgardo Codesal Méndez concesse un calcio di rigore ai teutonici per un intervento di Sensini su Völler; le decisioni arbitrali furono oggetto di dure contestazioni da parte dei giocatori sudamericani: Maradona venne ammonito e l'Argentina, già in inferiorità numerica dal 65' per un duro intervento di Monzón su Klinsmann, rimase in nove per l'ulteriore espulsione di Dezotti dovuta alle vibranti proteste. Dopo una lunga interruzione, Brehme trasformò il tiro dal dischetto. L'assalto finale della squadra argentina, in netta inferiorità numerica, non modificò il risultato.
Il mondiale italiano terminò, dunque, con la Germania Ovest campione per la terza volta e al suo ultimo atto ufficiale con tale nome; tre mesi dopo avvenne la riunificazione con la Germania Est e da quel momento la squadra (con il titolo sportivo degli occidentali) si chiamò solo Germania.

## Risultati

### Fase a gironi

#### Gruppo A

##### Classifica
| Pos. | Squadra        | Pt | G | V | N | P | GF | GS | DR |
| ---- | -------------- | -- | - | - | - | - | -- | -- | -- |
| 1.   | Italia         | 6  | 3 | 3 | 0 | 0 | 4  | 0  | +4 |
| 2.   | Cecoslovacchia | 4  | 3 | 2 | 0 | 1 | 6  | 3  | +3 |
| 3.   | Austria        | 2  | 3 | 1 | 0 | 2 | 2  | 3  | −1 |
| 4.   | Stati Uniti    | 0  | 3 | 0 | 0 | 3 | 2  | 8  | −6 |

##### Incontri
| Arbitro: | Wright |

|               |           |  |
| Schillaci 78’ | Marcatori |  |

| Arbitro: | Röthlisberger |

|               |           |                                                        |
| Caligiuri 60’ | Marcatori | 26’ 78’ Skuhravý 40’ (rig.) Bílek 50’ Hašek 90’ Luhový |

| Arbitro: | Codesal Méndez |

|              |           |  |
| Giannini 11’ | Marcatori |  |

| Arbitro: | Smith |

|  |           |                  |
|  | Marcatori | 31’ (rig.) Bílek |

| Arbitro: | Quiniou |

|                         |           |  |
| Schillaci 9’ Baggio 78’ | Marcatori |  |

| Arbitro: | Al Sharif |

|                     |           |            |
| Ogris 49’ Rodax 63’ | Marcatori | 83’ Murray |

#### Gruppo B

##### Classifica
| Pos. | Squadra          | Pt | G | V | N | P | GF | GS | DR |
| ---- | ---------------- | -- | - | - | - | - | -- | -- | -- |
| 1.   | Camerun          | 4  | 3 | 2 | 0 | 1 | 3  | 5  | −2 |
| 2.   | Romania          | 3  | 3 | 1 | 1 | 1 | 4  | 3  | +1 |
| 3.   | Argentina        | 3  | 3 | 1 | 1 | 1 | 3  | 2  | +1 |
| 4.   | Unione Sovietica | 2  | 3 | 1 | 0 | 2 | 4  | 4  | 0  |

##### Incontri
| Arbitro: | Vautrot |

|  |           |                |
|  | Marcatori | 67’ Omam-Biyik |

| Arbitro: | Cardellino |

|  |           |                        |
|  | Marcatori | 42’ 57’ (rig.) Lăcătuș |

| Arbitro: | Fredriksson |

|                            |           |  |
| Troglio 27’ Burruchaga 79’ | Marcatori |  |

| Arbitro: | Silva Arce |

|               |           |            |
| Milla 76’ 86’ | Marcatori | 88’ Balint |

| Arbitro: | Silva Valente |

|            |           |            |
| Monzón 63’ | Marcatori | 68’ Balint |

| Arbitro: | Wright |

|  |           |                                                          |
|  | Marcatori | 20’ Protasov 29’ Zygmantovič 52’ Zavarov 63’ Dobrovolski |

#### Gruppo C

##### Classifica
| Pos. | Squadra    | Pt | G | V | N | P | GF | GS | DR |
| ---- | ---------- | -- | - | - | - | - | -- | -- | -- |
| 1.   | Brasile    | 6  | 3 | 3 | 0 | 0 | 4  | 1  | +3 |
| 2.   | Costa Rica | 4  | 3 | 2 | 0 | 1 | 3  | 2  | +1 |
| 3.   | Scozia     | 2  | 3 | 1 | 0 | 2 | 2  | 3  | −1 |
| 4.   | Svezia     | 0  | 3 | 0 | 0 | 3 | 3  | 6  | −3 |

##### Incontri
| Arbitro: | Lanese |

|                |           |            |
| Careca 40’ 63’ | Marcatori | 79’ Brolin |

| Arbitro: | Loustau |

|             |           |  |
| Cayasso 49’ | Marcatori |  |

| Arbitro: | Jouini |

|            |           |  |
| Müller 33’ | Marcatori |  |

| Arbitro: | Maciel |

|               |           |                                |
| Strömberg 86’ | Marcatori | 11’ McCall 81’ (rig.) Johnston |

| Arbitro: | Kohl |

|            |           |  |
| Müller 81’ | Marcatori |  |

| Arbitro: | Petrović |

|             |           |                        |
| Ekström 32’ | Marcatori | 75’ Flores 87’ Medford |

#### Gruppo D

##### Classifica
| Pos. | Squadra             | Pt | G | V | N | P | GF | GS | DR |
| ---- | ------------------- | -- | - | - | - | - | -- | -- | -- |
| 1.   | Germania Ovest      | 5  | 3 | 2 | 1 | 0 | 10 | 3  | +7 |
| 2.   | Jugoslavia          | 4  | 3 | 2 | 0 | 1 | 6  | 5  | +1 |
| 3.   | Colombia            | 3  | 3 | 1 | 1 | 1 | 3  | 2  | +1 |
| 4.   | Emirati Arabi Uniti | 0  | 3 | 0 | 0 | 3 | 2  | 11 | −9 |

##### Incontri
| Arbitro: | Courtney |

|  |           |                          |
|  | Marcatori | 50’ Redín 85’ Valderrama |

| Arbitro: | Mikkelsen |

|                                           |           |           |
| Matthäus 28’ 64’ Klinsmann 39’ Völler 70’ | Marcatori | 55’ Jozić |

| Arbitro: | Agnolin |

|           |           |  |
| Jozić 75’ | Marcatori |  |

| Arbitro: | Spirin |

|                                                    |           |            |
| Völler 35’ 75’ Klinsmann 37’ Matthäus 47’ Bein 58’ | Marcatori | 46’ Ismaïl |

| Arbitro: | Snoddy |

|                |           |               |
| Littbarski 88’ | Marcatori | 90'+3’ Rincón |

| Arbitro: | Takada |

|                                          |           |           |
| Sušić 5’ Pančev 9’ 46’ Prosinečki 90'+3’ | Marcatori | 22’ Thani |

#### Gruppo E

##### Classifica
| Pos. | Squadra       | Pt | G | V | N | P | GF | GS | DR |
| ---- | ------------- | -- | - | - | - | - | -- | -- | -- |
| 1.   | Spagna        | 5  | 3 | 2 | 1 | 0 | 5  | 2  | +3 |
| 2.   | Belgio        | 4  | 3 | 2 | 0 | 1 | 6  | 3  | +3 |
| 3.   | Uruguay       | 3  | 3 | 1 | 1 | 1 | 2  | 3  | −1 |
| 4.   | Corea del Sud | 0  | 3 | 0 | 0 | 3 | 1  | 6  | −5 |

##### Incontri
| Arbitro: | Mauro |

|                         |           |  |
| Degryse 53’ De Wolf 64’ | Marcatori |  |

| Udine 13 giugno 1990, ore 17:00 UTC+1 | Uruguay | 0 – 0 referto | Spagna | Stadio Friuli (35 713 spett.)\| Arbitro: \| Kohl \| |
| Arbitro:                              | Kohl    |               |        |                                                     |

| Arbitro: | Kirschen |

|                                       |           |                |
| Clijsters 15’ Scifo 24’ Ceulemans 47’ | Marcatori | 73’ Bengoechea |

| Arbitro: | Jácome Guerrero |

|          |           |                    |
| Kwan 43’ | Marcatori | 23’ 61’ 81’ Míchel |

| Arbitro: | Loustau |

|              |           |                              |
| Vervoort 29’ | Marcatori | 26’ (rig.) Míchel 38’ Górriz |

| Arbitro: | Lanese |

|  |           |               |
|  | Marcatori | 90+1’ Fonseca |

#### Gruppo F

##### Classifica
| Pos. | Squadra     | Pt | G | V | N | P | GF | GS | DR |
| ---- | ----------- | -- | - | - | - | - | -- | -- | -- |
| 1.   | Inghilterra | 4  | 3 | 1 | 2 | 0 | 2  | 1  | +1 |
| 2.   | Irlanda     | 3  | 3 | 0 | 3 | 0 | 2  | 2  | 0  |
| 3.   | Paesi Bassi | 3  | 3 | 0 | 3 | 0 | 2  | 2  | 0  |
| 4.   | Egitto      | 2  | 3 | 0 | 2 | 1 | 1  | 2  | −1 |

##### Incontri
| Arbitro: | Schmidhuber |

|            |           |            |
| Lineker 9’ | Marcatori | 73’ Sheedy |

| Arbitro: | Aladrén |

|           |           |                       |
| Kieft 58’ | Marcatori | 83’ (rig.) Abdelghani |

| Cagliari 16 giugno 1990, ore 21:00 UTC+1 | Inghilterra | 0 – 0 referto | Paesi Bassi | Stadio Sant'Elia (35 267 spett.)\| Arbitro: \| Petrović \| |
| Arbitro:                                 | Petrović    |               |             |                                                            |

| Palermo 17 giugno 1990, ore 17:00 UTC+1 | Irlanda        | 0 – 0 referto | Egitto | Stadio La Favorita (33 288 spett.)\| Arbitro: \| Van Langenhove \| |
| Arbitro:                                | Van Langenhove |               |        |                                                                    |

| Arbitro: | Röthlisberger |

|            |           |  |
| Wright 58’ | Marcatori |  |

| Arbitro: | Vautrot |

|           |           |            |
| Quinn 71’ | Marcatori | 11’ Gullit |

#### Raffronto tra le terze classificate
| Pos. | Squadra     | Pt | G | V | N | P | GF | GS | DR |
| ---- | ----------- | -- | - | - | - | - | -- | -- | -- |
| 1.   | Argentina   | 3  | 3 | 1 | 1 | 1 | 3  | 2  | +1 |
| 2.   | Colombia    | 3  | 3 | 1 | 1 | 1 | 3  | 2  | +1 |
| 3.   | Paesi Bassi | 3  | 3 | 0 | 3 | 0 | 2  | 2  | 0  |
| 4.   | Uruguay     | 3  | 3 | 1 | 1 | 1 | 2  | 3  | -1 |
| 5.   | Austria     | 2  | 3 | 1 | 0 | 2 | 2  | 3  | -1 |
| 6.   | Scozia      | 2  | 3 | 1 | 0 | 2 | 2  | 3  | -1 |

### Fase a eliminazione diretta

#### Tabellone
|  | Ottavi di finale | Ottavi di finale  | Ottavi di finale  |                   |                      | Quarti di finale     | Quarti di finale | Quarti di finale |             |        | Semifinali | Semifinali | Semifinali |                           |                           | Finale                    | Finale | Finale |  |
|  |                  |                   |                   |                   |                      |                      |                  |                  |             |        |            |            |            |                           |                           |                           |        |        |  |
|  | 1C               | Brasile           | 0                 |                   |                      |                      |                  |                  |             |        |            |            |            |                           |                           |                           |        |        |  |
|  | 1C               | Brasile           | 0                 |                   |                      |                      |                  |                  |             |        |            |            |            |                           |                           |                           |        |        |  |
|  | 3B               | Argentina         | 1                 |                   |                      |                      |                  |                  |             |        |            |            |            |                           |                           |                           |        |        |  |
|  | 3B               | Argentina         | 1                 |                   | Argentina (dtr)      | Argentina (dtr)      | 0 (3)            |                  |             |        |            |            |            |                           |                           |                           |        |        |  |
|  |                  |                   |                   |                   | Argentina (dtr)      | Argentina (dtr)      | 0 (3)            |                  |             |        |            |            |            |                           |                           |                           |        |        |  |
|  |                  |                   | Jugoslavia        | Jugoslavia        | 0 (2)                |                      |                  |                  |             |        |            |            |            |                           |                           |                           |        |        |  |
|  | 1E               | Spagna            | Jugoslavia        | Jugoslavia        | 0 (2)                | 1                    |                  |                  |             |        |            |            |            |                           |                           |                           |        |        |  |
|  | 1E               | Spagna            |                   |                   |                      |                      |                  |                  |             |        |            |            |            |                           |                           |                           |        |        |  |
|  | 2D               | Jugoslavia (dts)  | 2                 |                   |                      |                      |                  |                  |             |        |            |            |            |                           |                           |                           |        |        |  |
|  | 2D               | Jugoslavia (dts)  | 2                 |                   | Argentina (dtr)      | Argentina (dtr)      | 1 (4)            |                  |             |        |            |            |            |                           |                           |                           |        |        |  |
|  |                  |                   |                   |                   |                      |                      |                  |                  |             |        |            |            |            |                           |                           |                           |        |        |  |
|  |                  |                   | Italia            | Italia            | 1 (3)                |                      |                  |                  |             |        |            |            |            |                           |                           |                           |        |        |  |
|  | 2F               | Irlanda (dtr)     | Italia            | Italia            | 1 (3)                | 0 (5)                |                  |                  |             |        |            |            |            |                           |                           |                           |        |        |  |
|  | 2F               | Irlanda (dtr)     |                   |                   |                      |                      |                  |                  |             |        |            |            |            |                           |                           |                           |        |        |  |
|  | 2B               | Romania           | 0 (4)             |                   |                      |                      |                  |                  |             |        |            |            |            |                           |                           |                           |        |        |  |
|  | 2B               | Romania           | 0 (4)             |                   | Irlanda              | Irlanda              | 0                |                  |             |        |            |            |            |                           |                           |                           |        |        |  |
|  |                  |                   |                   |                   | Irlanda              | Irlanda              | 0                |                  |             |        |            |            |            |                           |                           |                           |        |        |  |
|  |                  |                   | Italia            | Italia            | 1                    |                      |                  |                  |             |        |            |            |            |                           |                           |                           |        |        |  |
|  | 1A               | Italia            | Italia            | Italia            | 1                    | 2                    |                  |                  |             |        |            |            |            |                           |                           |                           |        |        |  |
|  | 1A               | Italia            |                   |                   |                      |                      |                  |                  |             |        |            |            |            |                           |                           |                           |        |        |  |
|  | 3E               | Uruguay           | 0                 |                   |                      |                      |                  |                  |             |        |            |            |            |                           |                           |                           |        |        |  |
|  | 3E               | Uruguay           | 0                 |                   | Argentina            | Argentina            | 0                |                  |             |        |            |            |            |                           |                           |                           |        |        |  |
|  |                  |                   |                   |                   |                      |                      |                  |                  |             |        |            |            |            |                           |                           |                           |        |        |  |
|  |                  |                   | Germania Ovest    | Germania Ovest    | 1                    |                      |                  |                  |             |        |            |            |            |                           |                           |                           |        |        |  |
|  | 2A               | Cecoslovacchia    | Germania Ovest    | Germania Ovest    | 1                    | 4                    |                  |                  |             |        |            |            |            |                           |                           |                           |        |        |  |
|  | 2A               | Cecoslovacchia    |                   |                   |                      | 4                    |                  |                  |             |        |            |            |            |                           |                           |                           |        |        |  |
|  | 2C               | Costa Rica        | 1                 |                   |                      |                      |                  |                  |             |        |            |            |            |                           |                           |                           |        |        |  |
|  | 2C               | Costa Rica        | 1                 |                   | Cecoslovacchia       | Cecoslovacchia       | 0                |                  |             |        |            |            |            |                           |                           |                           |        |        |  |
|  |                  |                   |                   |                   | Cecoslovacchia       | Cecoslovacchia       | 0                |                  |             |        |            |            |            |                           |                           |                           |        |        |  |
|  |                  |                   | Germania Ovest    | Germania Ovest    | 1                    |                      |                  |                  |             |        |            |            |            |                           |                           |                           |        |        |  |
|  | 1D               | Germania Ovest    | Germania Ovest    | Germania Ovest    | 1                    | 2                    |                  |                  |             |        |            |            |            |                           |                           |                           |        |        |  |
|  | 1D               | Germania Ovest    |                   |                   |                      |                      |                  |                  |             |        |            |            |            |                           |                           |                           |        |        |  |
|  | 3F               | Paesi Bassi       | 1                 |                   |                      |                      |                  |                  |             |        |            |            |            |                           |                           |                           |        |        |  |
|  | 3F               | Paesi Bassi       | 1                 |                   | Germania Ovest (dtr) | Germania Ovest (dtr) | 1 (4)            |                  |             |        |            |            |            |                           |                           |                           |        |        |  |
|  |                  |                   |                   |                   |                      |                      |                  |                  |             |        |            |            |            |                           |                           |                           |        |        |  |
|  |                  |                   | Inghilterra       | Inghilterra       | 1 (3)                |                      |                  |                  |             |        |            |            |            |                           |                           |                           |        |        |  |
|  | 1B               | Camerun (dts)     | Inghilterra       | Inghilterra       | 1 (3)                | 2                    |                  |                  |             |        |            |            |            | Finale per il terzo posto | Finale per il terzo posto | Finale per il terzo posto |        |        |  |
|  | 1B               | Camerun (dts)     |                   |                   |                      |                      |                  |                  |             |        |            |            |            |                           |                           |                           |        |        |  |
|  | 3D               | Colombia          | 1                 |                   |                      |                      |                  |                  |             |        |            |            |            |                           |                           |                           |        |        |  |
|  | 3D               | Colombia          | 1                 |                   | Camerun              | Camerun              | 2                |                  |             | Italia | Italia     | 2          |            |                           |                           |                           |        |        |  |
|  |                  |                   |                   |                   | Camerun              | Camerun              | 2                |                  |             | Italia | Italia     | 2          |            |                           |                           |                           |        |        |  |
|  |                  |                   | Inghilterra (dts) | Inghilterra (dts) | 3                    |                      |                  | Inghilterra      | Inghilterra | 1      |            |            |            |                           |                           |                           |        |        |  |
|  | 1F               | Inghilterra (dts) | Inghilterra (dts) | Inghilterra (dts) | 3                    | 1                    |                  | Inghilterra      | Inghilterra | 1      |            |            |            |                           |                           |                           |        |        |  |
|  | 1F               | Inghilterra (dts) |                   |                   |                      |                      |                  |                  |             |        |            |            |            |                           |                           |                           |        |        |  |
|  | 2E               | Belgio            | 0                 |                   |                      |                      |                  |                  |             |        |            |            |            |                           |                           |                           |        |        |  |

#### Ottavi di finale
| Arbitro: | Lanese |

|                 |           |            |
| Milla 106’ 108’ | Marcatori | 115’ Redín |

| Arbitro: | Kirschen |

|                                |           |              |
| Skuhravý 12’ 63’ 82’ Kubík 76’ | Marcatori | 55’ González |

| Arbitro: | Quiniou |

|  |           |              |
|  | Marcatori | 81’ Caniggia |

| Arbitro: | Loustau |

|                          |           |                      |
| Klinsmann 51’ Brehme 85’ | Marcatori | 89’ (rig.) R. Koeman |

| Arbitro: | Wright |

|                                            |                      |                                   |
| Sheedy Houghton Townsend Cascarino O'Leary | Tiri di rigore 5 – 4 | Hagi Lupu Rotariu Lupescu Timofte |

| Arbitro: | Courtney |

|                          |           |  |
| Schillaci 65’ Serena 83’ | Marcatori |  |

| Arbitro: | Schmidhuber |

|             |           |                   |
| Salinas 84’ | Marcatori | 78’ 93’ Stojković |

| Arbitro: | Mikkelsen |

|            |           |  |
| Platt 119’ | Marcatori |  |

#### Quarti di finale
| Arbitro: | Röthlisberger |

|                                                |                      |                                                   |
| Serrizuela Burruchaga Maradona Troglio Dezotti | Tiri di rigore 3 – 2 | Stojković Prosinečki Savićević Brnović Hadžibegić |

| Arbitro: | Silva Valente |

|  |           |               |
|  | Marcatori | 38’ Schillaci |

| Arbitro: | Kohl |

|  |           |                     |
|  | Marcatori | 25’ (rig.) Matthäus |

| Arbitro: | Codesal Méndez |

|                            |           |                                          |
| Kundé 61’ (rig.) Ekéké 65’ | Marcatori | 25’ Platt 83’ (rig.) 105’ (rig.) Lineker |

#### Semifinali
| Arbitro: | Vautrot |

|                                              |                      |                                              |
| Caniggia 67’                                 | Marcatori            | 17’ Schillaci                                |
| Serrizuela Burruchaga Olarticoechea Maradona | Tiri di rigore 4 – 3 | F. Baresi Baggio De Agostini Donadoni Serena |

| Arbitro: | Wright |

|                             |                      |                                       |
| Brehme 60’                  | Marcatori            | 80’ Lineker                           |
| Brehme Matthäus Riedle Thon | Tiri di rigore 4 – 3 | Lineker Beardsley Platt Pearce Waddle |

#### Finale per il terzo posto
| Arbitro: | Quiniou |

|                                 |           |           |
| Baggio 71’ Schillaci 86’ (rig.) | Marcatori | 81’ Platt |

#### Finale
| Arbitro: | Codesal Méndez |

|                   |           |  |
| 85’ (rig.) Brehme | Marcatori |  |

## Statistiche

### Classifica marcatori

Salvatore Schillaci, protagonista delle notti magiche di Italia '90, capocannoniere con 6 gol ed eletto miglior giocatore del torneo.

6 reti
- Salvatore Schillaci

5 reti
- Tomáš Skuhravý

4 reti
- Roger Milla
- Lothar Matthäus
- Gary Lineker
- Míchel

3 reti
- Andreas Brehme
- Jürgen Klinsmann
- Rudi Völler
- David Platt

2 reti
- Claudio Caniggia
- Careca
- Müller
- Michal Bílek

- Bernardo Redín
- Roberto Baggio
- Davor Jozić
- Darko Pančev

- Dragan Stojković
- Gavril Balint
- Marius Lăcătuș

1 rete
- Jorge Burruchaga
- Pedro Monzón
- Pedro Troglio
- Andreas Ogris
- Gerhard Rodax
- Jan Ceulemans
- Lei Clijsters
- Michel De Wolf
- Marc Degryse
- Vincenzo Scifo
- Patrick Vervoort
- Eugène Ekéké
- Emmanuel Kundé
- François Omam-Biyik
- Ivan Hašek
- Luboš Kubík
- Milan Luhový
- Freddy Rincón

- Carlos Valderrama
- Hwangbo Kwan
- Juan Cayasso
- Róger Flores
- Rónald González
- Hernán Medford
- Magdi Abdelghani
- Khalid Ismaïl
- Ali Thani
- Uwe Bein
- Pierre Littbarski
- Mark Wright
- Niall Quinn
- Kevin Sheedy
- Giuseppe Giannini
- Aldo Serena
- Robert Prosinečki
- Safet Sušić

- Ruud Gullit
- Wim Kieft
- Ronald Koeman
- Mo Johnston
- Stuart McCall
- Alberto Górriz
- Julio Salinas
- Paul Caligiuri
- Bruce Murray
- Tomas Brolin
- Johnny Ekström
- Glenn Strömberg
- Igor' Dobrovol'skij
- Oleh Protasov
- Oleksandr Zavarov
- Andrėj Zyhmantovič
- Pablo Bengoechea
- Daniel Fonseca

### Record
- Gol più veloce: Safet Sušić (Jugoslavia-Emirati Arabi Uniti, fase a gironi, 19 giugno, 2º minuto)
- Gol più tardivo: David Platt (Inghilterra-Belgio, ottavi di finale, 26 giugno, 119º minuto)
- Primo gol: François Omam-Biyik (Argentina-Camerun, partita inaugurale, fase a gironi, 8 giugno, 67º minuto)
- Ultimo gol: Andreas Brehme (Argentina-Germania Ovest, finale, 8 luglio, 85º minuto)
- Miglior attacco: Germania Ovest (15 reti segnate)
- Peggior attacco: Corea del Sud ed Egitto (1 rete segnata)
- Miglior difesa: Brasile, Egitto ed Italia (2 reti subite)
- Peggior difesa: Emirati Arabi Uniti (11 reti subite)
- Miglior differenza reti: Germania Ovest (+10)
- Partita con il maggior numero di gol: Stati Uniti-Cecoslovacchia 1-5 (fase a gironi, 10 giugno) e Germania Ovest-Emirati Arabi Uniti 5-1 (fase a gironi, 15 giugno) (6 gol)
- Partita con il maggior scarto di gol: Stati Uniti-Cecoslovacchia 1-5 (fase a gironi, 10 giugno), Germania Ovest-Emirati Arabi Uniti 5-1 (fase a gironi, 15 giugno) (4 gol di scarto) e Camerun-Unione Sovietica 0-4 (fase a gironi, 18 giugno)
- Partita con il maggior numero di cartellini gialli: Austria-Stati Uniti (fase a gironi, 19 giugno, 9 ammonizioni)
- Squadra con il maggior numero di cartellini gialli: Argentina (22 ammonizioni su 162)
- Squadra con il maggior numero di cartellini rossi: Argentina (3 espulsioni su 16)
- Partita con il maggior numero di spettatori: Germania Ovest-Jugoslavia (fase a gironi, 10 giugno, 74 765 spettatori)
- Partita con il minor numero di spettatori: Jugoslavia-Emirati Arabi Uniti (fase a gironi, 19 giugno, 27 833 spettatori)
- Media spettatori: 48 391 (5º posto nella storia dei Mondiali di calcio)
- Giocatore più anziano: Peter Shilton (40 anni e 292 giorni)
- Giocatore più giovane: Rónald González (19 anni e 307 giorni)

## Premi
| [ 50 ]  | Miglior marcatore (Scarpa d'oro) | Miglior giocatore (Pallone d'oro) | Miglior giovane   | Premio FIFA Fair Play |
| ------- | -------------------------------- | --------------------------------- | ----------------- | --------------------- |
| Oro     | Salvatore Schillaci (6)          | Salvatore Schillaci               | Robert Prosinečki | Inghilterra           |
| Argento | Non assegnato                    | Lothar Matthäus                   | Non assegnato     | Non assegnato         |
| Bronzo  | Non assegnato                    | Diego Armando Maradona            | Non assegnato     | Non assegnato         |

### All-Star Team
| Portiere                            | Difensori                                  | Centrocampisti                                                         | Attaccanti                                       |
| ----------------------------------- | ------------------------------------------ | ---------------------------------------------------------------------- | ------------------------------------------------ |
| Sergio Goycochea Luis Gabelo Conejo | Andreas Brehme Paolo Maldini Franco Baresi | Diego Armando Maradona Lothar Matthäus Dragan Stojković Paul Gascoigne | Salvatore Schillaci Roger Milla Jürgen Klinsmann |